# Aristarch Iljin
Aristarch Władimirowicz Iljin (ros. Аристарх Владимирович Ильин, ur. 1874, zm. 7 lipca 1960) – rosyjski lekarz psychiatra, profesor psychiatrii w Moskwie.
Ukończył studia medyczne na Uniwersytecie Kazańskim (1900). W latach 30. wysłany do Mongolii, jego rodzina była prześladowana politycznie. Był dyrektorem szpitala psychiatrycznego im. P.P. Kaszczenki w podmoskiewskim Kanatczikowie. Był autorem 80 prac naukowych.

## Wybrane prace
- О процессах сосредоточения (внимания) у слабоумных душевнобольных: Эксперим.-психол. исслед. душевнобольных. Санкт-Петербург: тип. В.Я. Мильштейна, 1909
- Über die Psyche der Epileptiker[5]. 1929